# IC 3751
IC 3751 је елиптична галаксија у сазвјежђу Ловачки пси која се налази на листи објеката дубоког неба у Индекс каталогу.
Деклинација објекта је + 37° 49' 25" а ректасцензија 12h 45m 45,1s. Привидна величина (магнитуда) објекта IC 3751 износи 15,5 а фотографска магнитуда 16,5. IC 3751 је још познат и под ознакама NPM1G +38.0266, PGC 3088212.